# Gotlands domsagas tingslag
Gotlands domsagas tingslag var ett tingslag på Gotland i Gotlands län som ingick i Gotlands domsaga, bildad 1943.
Tingslaget bildades den 1 januari 1948 (enligt beslut den 10 juli 1947) genom ett samgående av Gotlands norra tingslag och Gotlands södra tingslag. Tingslaget upphörde 1 januari 1971 och dess verksamhet överfördes då till Gotlands tingsrätt.

## Kommuner
Tingslaget bestod den 1 januari 1952 av följande kommuner:
- Dalhems landskommun
- Fårösunds landskommun
- Havdhems landskommun
- Hemse landskommun
- Hoburgs landskommun
- Klintehamns landskommun
- Ljugarns landskommun
- Lärbro landskommun
- Romaklosters landskommun
- Slite köping
- Stenkumla landskommun
- Stånga landskommun
- Tingstäde landskommun

Visby stads egna jurisdiktion upphörde den 1 januari 1962 och staden överfördes då till tingslaget och Gotlands domsaga.